# Ladislav Horáček
Ladislav Horáček (17. června 1947 Praha – 21. července 2015) byl český nakladatel, zakladatel nakladatelství Paseka.

## Život
Ladislav Horáček se narodil na pražských Vinohradech. Jeden ročník studoval Matematicko-fyzikální fakultu UK, pak se živil jako pomocný dělník, topič nebo jako skladník. Až v letech 1968–1974 se vrátil na vysokou školu, na Filozofické fakultě UK vystudoval filosofii a politickou ekonomii. Poté se opět vrátil na čas do dělnických profesí, ale později se stal také vedoucím knihovny v Poldi Kladno a od roku 1980 působil jako redaktor Středočeského nakladatelství. Už v prosinci 1989 založil nakladatelství Paseka, první vydanou knihou byl Váchalův Krvavý román. Mimořádným počinem byly také devatenáctisvazkové Velké dějiny zemí Koruny české.
Jako milovník Josefa Váchala se zasloužil o záchranu jeho nástěnných maleb v Portmanově domě v Litomyšli – tzv. Portmoneu, v němž bylo díky jeho aktivitě v červnu 1993 otevřeno Museum Josefa Váchala.